# Nel nome del figlio. Hamnet
Nel nome del figlio. Hamnet (Hamnet) è un romanzo della scrittrice nordirlandese Maggie O'Farrell pubblicato nel 2020.

## Trama
Nella Stratford-upon-Avon della fine del XVI secolo, il giovane William nota e si invaghisce dell'eccentrica Agnes, una ragazza particolare che vive sul limitare della foresta e trascorre il tempo libero con il suo falco addomesticato. Dopo che la giovane rimane incinta, i due si sposano e hanno la figlia Susannah. William è un giovane uomo inquieto a cui la vita nella cittadina e l'atteggiamento tirannico del padre vanno stretti e decide quindi di lasciare Stratford per fare la sua fortuna a Londra. Dopo aver trovato il successo come drammaturgo, William continua a tornare a Stratford per visitare la figlia e la moglie, che intanto ha avuto due gemelli: Judith ed Hamnet.
Con il passare degli anni i bambini crescono sani e felici, avendo ereditato sia i talenti del padre nella scrittura che le doti quasi magiche della madre. Quando i gemelli hanno undici anni un'epidemia di peste colpisce Stratford e Judith si ammala gravemente. Quando tutto sembra perduto per lei, Hamnet si infila nel letto con la sorella e i due si scambiano i vestiti, come hanno fatto tante volte in passato per giocare. Quando la madre torna a controllarli si accorge che a Judith è passata la febbre, ma Hamnet si è ammalato e, dopo un rapido aggravarsi della sua salute, il bambino muore di peste.
William non riesce a tornare in tempo da Londra per assistere alla morte del figlio e il lutto che si abbatte sulla famiglia non stravolge solo il carattere di ognuno, ma anche il modo in cui si relazionano gli uni con gli altri. Agnes, in particolare, fatica a superare il trauma della perdita dell'unico figlio maschio e si sente ferita quando, tempo dopo, scopre che il marito ha scritto una tragedia intitolata con il nome del figlio. Agnes, che è analfabeta, scopre la notizia perché è diventata fonte di pettegolezzi nella cittadina e decide di recarsi a Londra per la prima volta in vita sua per indagare sulla vicenda, dato che sente di non poter aspettare fino a uno dei rari ritorni a casa del marito.
Insieme al fratello, Agnes intraprende il lungo viaggio verso Londra, ma non trovando il marito nel suo alloggio si reca direttamente al teatro in cui l'opera teatrale chiamata come il figlio va in scena. In piedi con il pubblico in platea, Agnes assiste a una delle prime rappresentazioni di Amleto e rimane molto colpita dalla scena in cui il giovane principe di Danimarca riceve la visita del fantasma del padre (interpretato dallo stesso William). In questa scena Agnes vede tutto il dolore del marito, che ha voluto portare sulle scene una versione adulta del figlio con cui potersi relazionare – almeno nella finzione teatrale – mentre interpreta il fantasma del padre.

## Accoglienza
Nel nome del figlio. Hamnet ha ottenuto vasti consensi di critica, tanto da essere elencanto tra i migliori libri dell'anno da non meno di quindici pubblicazioni diverse.
Inoltre, il romanzo ha vinto il Women's Prize for Fiction e il National Book Critics Circle Award, oltre a ricevere una candidatura al Walter Scott Prize nel 2021.

## Adattamento cinematografico
Nel 2023 è stato annunciato che Chloé Zhao avrebbe diretto un adattamento cinematografico del film con Jessie Buckley e Paul Mescal nei ruoli dei protagonisti; le riprese sono iniziate in Galles nel luglio 2024.

## Edizioni
- Maggie O'Farrell, Nel nome del figlio. Hamnet, traduzione di Stefania de Franco, Guanda, 2021, ISBN 978-8823525696.